# Josipa Mamić
Josipa Mamić (n. 7 ianuarie 1996, în Zagreb) este o handbalistă din Croația care evoluează pe postul de extremă dreapta pentru clubul românesc HC Dunărea Brăila și echipa națională a Croației.
Mamić a evoluat pentru naționala de handbal feminin a Croației la Campionatul European din Danemarca 2020 și Campionatul Mondial din Spania 2021.
În 2020, ea a cucerit cu selecționata Croației medalia de bronz la Campionatul European.

## Palmares
- Campionatul European:
  -  Medalie de bronz: 2020

- Liga Europeană:
  - Grupe: 2022

- Cupa Europeană:
  - Optimi de finală: 2021

- Cupa Challenge:
  - Sfertfinalistă: 2020
  - Turul 3: 2019

- Campionatul Croației:
  -  Câștigătoare: 2022
  -  Medalie de bronz: 2019

- Cupa Croației:
  -  Medalie de bronz: 2017